# Johannes Hollnsteiner
Johannes Hollnsteiner (* 14. März 1895 in Linz; † 1. Februar 1971 ebendort) war ein österreichischer römisch-katholischer Theologe und Archivar im Stift Sankt Florian.

## Leben
Johannes Hollnsteiner, Sohn eines Bildhauers, besuchte von 1906 bis 1914 das Staatsgymnasium in Linz. Er trat in das Augustiner Chorherrenstift St. Florian ein und studierte in der Hauslehranstalt St. Florian Theologie. Im Juni 1919 erhielt er sein Absolutorium und wurde im gleichen Jahr zum Priester geweiht. Ab 1919 studierte er an der Universität Wien, wo er 1920 mit der Dissertation Untersuchungen zur Chronologie des Apostels Paulus promoviert wurde. Danach studierte er am Institut für Österreichische Geschichtsforschung und an der Universität Freiburg i. Br., wo er 1922 mit einer Dissertation über die Rechtsstellung des Stifts St. Florian im Mittelalter promoviert wurde.
Während des Studiums wurde er Mitglied der KaV Norica Wien und war 1921 Mandatar des Katholisch-Deutschen Hochschulausschusses (KDHA) in der Deutschen Studentenschaft, wo er am Studententag in Erlangen im Juli 1921 für den Ausschluss von Juden aus der Deutschen Studentenschaft eintrat.
Ab 1923 lehrte Hollnsteiner als Professor für Kirchengeschichte an der Theologischen Hauslehranstalt St. Florian, gleichzeitig leitete er das Archiv und die Münzsammlung des Stiftes. Er forschte zu den Protokollen vom Konzil von Konstanz, die er gemeinsam mit seinem Lehrer Heinrich Finke herausgab. 1925 wurde er für Kirchengeschichte habilitiert. Im Jahr 1926 erhielt er einen Lehrauftrag für christliche Kulturgeschichte.
Hollnsteiner engagierte sich im Bereich der Kulturpolitik und war von 1925 bis 1927 Redakteur der katholischen Tageszeitung Reichspost in Wien, wo er auch nach 1927 als freier Mitarbeiter zahlreiche Artikel publizierte. Von 1927 bis 1928 war er wissenschaftlicher Beamter an der Österreichischen Nationalbibliothek. 1930 wurde er an der Universität Wien außerordentlicher Professor und war ab 1931 nach Ausdehnung seiner venia legendi auch für Kirchenrecht zuständig. Im Jahr 1930 gründete er die Katholische Akademikergemeinschaft, der er bis 1938 als geschäftsführender Vorsitzender angehörte. Ab 1932 war er Mitglied des Wiener Diözesangerichts, von 1932 bis 1938 Direktor des Thomaskollegs in Wien und von 1934 bis 1938 Vizepräsident des Metropolitangerichtes.
Während der Herrschaft des Austrofaschismus wurde Hollnsteiner im Dezember 1934 an der Universität Wien Lehrstuhlinhaber (Ordinarius) und fungierte als wichtiger Vertreter des Regimes. Er stand in engem Kontakt mit Kurt Schuschnigg und auch mit Alma Mahler-Werfel, deren geistlicher Führer Hollnsteiner war. Im Jahr 1935 veröffentlichte er die Broschüre Die Kirche Österreichs. Ihre Eigenart und ihre Sendung., in der er den Ständestaat als positive Erscheinung darstellte und das Verdienst Österreichs, „als erster moderner Staat den Aufbau eines solchen christlichen Staates durchzuführen“ hervorhob. Seine Loyalität wurde von den austrofaschistischen Machthabern honoriert, Hollnsteiner wurde im Sommersemester 1936 gemeinsam mit August Maria Knoll mit der austrofaschistischen Pflichtvorlesung „Zur weltanschaulichen und staatsbürgerlichen Erziehung“ an der Universität Wien betraut.
Im Studienjahr 1936/1937 wurde Hollnsteiner an der Katholisch-Theologischen Fakultät der Universität Wien Senator und im Studienjahr 1937/1938 Dekan. Seine Haltung zum Nationalsozialismus war ambivalent und zumindest nicht von vornherein ablehnend. So plädierte er etwa beim gesamtdeutschen Katholikentag 1933 (?!) im Hinblick auf den Nationalsozialismus für eine „Verchristlichung der säkularisierten und erstarrten Kultur“, andererseits publizierte er in den katholischen Zeitschriften Das neue Reich (bis 1932) und Schönere Zukunft, in denen sich Anknüpfungspunkte zum Nationalsozialismus fanden.
Im Zuge des Anschlusses Österreichs an Hitler-Deutschland trat er mit einer Loyalitätserklärung an den neuen kurzzeitigen Unterrichtsminister Oswald Menghin heran. Die neuen Verhältnisse, so Hollnsteiner, erforderten von ihm keine wesentliche Umstellung. Diese Sympathiebekundung zeigte keinen Erfolg; Ende März verhaftete ihn die Gestapo, darauf folgten 14 Monate Haft, davon 11 Monate im KZ Dachau. An der Universität Wien wurde er mit Erlass des Unterrichtsministeriums vom 22. April 1938 bis auf weiteres beurlaubt, dann in den zeitlichen Ruhestand versetzt und schließlich gemäß § 4 der Berufsbeamtenverordnung (also aus politischen Gründen) entlassen.
Hollnsteiner wurde im April 1939 aus dem Konzentrationslager Dachau entlassen, angeblich aufgrund einer Intervention von Franz Werfel (?!). Er kehrte in das Stift St. Florian zurück, wo er nun als Professor für Kirchengeschichte an der Theologischen Hauslehranstalt tätig wurde. Er konnte den Band II/2 der von Johann Peter Kirsch herausgegebenen Kirchengeschichte abschließen. Im April 1941 folgte die Beschlagnahme des Stifts durch die Gestapo, woraufhin die Chorherren das Stift verlassen mussten. Hollnsteiner konnte allerdings in St. Florian verbleiben und war weiterhin für die Betreuung der Bibliothek, des Archivs und der Kunstsammlungen verantwortlich. Einen Monat später trat er laut Friedrich Buchmayr aus dem Orden aus und heiratete. Die NS-Machthaber verhängten über Hollnsteiner ab 1939 ein Wien-Verbot (Gauverbot) und ab 1942 des Weiteren ein Schreibverbot und Bücherverbot. Trotzdem erhielt er die Bibliotheksleitung des im ehemaligen Stift eröffneten Historischen Forschungsinstituts des Reichsgaues Oberdonau. Darin betreute Hollnsteiner die Handschriften- und Archivbestände aus den Stiften des Landes.
Nach dem Krieg wurde Hollnsteiner im Oktober 1945 verhaftet und in das amerikanische Internierungslager Glasenbach inhaftiert. Das für ehemalige Nationalsozialisten und Kriegsverbrecher weiterverwendete Lager konnte er ohne Verurteilung im April 1947 verlassen.
Eine Rückkehr an die Universität Wien kam nicht zustande. Während sich die verantwortlichen Instanzen mit einer Reaktivierung als Universitätsprofessor einverstanden zeigten und diese 1948 auch zustande kam, blieb ihm ein katholisch-theologischer Lehrstuhl wegen seiner Heirat und des Austritts aus dem Orden verwehrt. Im Alter von 53 Jahren trat Hollnsteiner daraufhin in den Ruhestand und gründete im gleichen Jahr den Pilgram Verlag, in dem unmittelbar nach der Gründung sein Buch Das Abendland. Aufstieg, Krise, Zukunft erschien. Zwei Jahre später, mit der Verlegung des Verlages nach Salzburg, schied er jedoch als leitender Gesellschafter aus. In weiterer Folge hielt er ab 1951 Kurse zur Kultur- und Geistesgeschichte an der Volkshochschule Linz, ab 1953 auch an der Kunstschule der Stadt Linz. Ab 1950 war er Vorsitzender der Sektion Oberösterreich in der Österreichischen Liga für die Vereinten Nationen und erhielt 1955 den Preis im Aufsatzwettbewerb der Vereinten Nationen. Anschließend war er Gast des U.S. State Departments. Ab 1955 trat Hollnsteiner auch als Theaterkritiker hervor. Von 1958 bis 1960 war er Vorsitzender der Gesellschaft für den Österreichischen Volkskundeatlas.

## Anerkennungen
- 1965 Ehrenring der Stadt Linz
- 1965 Österreichisches Ehrenkreuz für Wissenschaft und Kunst

## Publikationen
Monografien
- Die Rechtsstellung des Stiftes St. Florian. Eine diplomatische und rechtsgeschichtliche Untersuchung. Phil. Diss., Freiburg i. B. 1922.
- Das Chorherrenstift St. Florian. Bilder zur Kultur- und Kunstgeschichte. Graph. Institut E. Prietzel, Steyr 1924.
- Das Chorherrenstift St. Florian. Österreichische Kunstbücher Band 56/57, Dr. B. Filser, Augsburg 1928.
- Das Papsttum von Pius IX. bis Benedikt XV. im Geisteskampfe der Zeit. Herold, Wien 1932.
- Die Spruchpraxis der S. Romana Rota in Ehenichtigkeitsprozessen seit Geltung des C. J. C. auf Grund gedruckter und ungedruckter Rotal-Urteile. Herder, Freiburg 1934.
- Das Konkordat in seiner kirchen- und staatsrechtlichen Bedeutung. Unter besonderer Berücksichtigung der eherechtlichen Bestimmungen. Herausgegeben unter Mitarbeit von Paul Hajek, Steyrermühl, Leipzig Wien Berlin 1934.
- Die Kirche Österreichs. Ihre Eigenart und ihre Sendung. Tyrolia, Wien Innsbruck 1935.
- Christentum und Abendland. Bermann-Fischer, Wien 1937, Schriftenreihe „Ausblicke“ in Monografien im Bestand des Deutschen Exilarchivs 1933–1945.
- Die Kirche im Ringen um die christliche Gemeinschaft vom Anfang des 13. Jahrhunderts bis zur Mitte des 15. Jahrhunderts. Herder, Freiburg 1940.
- Das Stift S[ank]t Florian und Anton Bruckner. Bilder zur deutschen Kultur- und Kunstgeschichte. Musikwissenschaftlicher Verlag, Leipzig 1940.
- Das Abendland. Aufstieg, Krise, Zukunft. Pilgram Verlag, Wien Linz Zürich 1948.

Herausgeber
- Acta concilii Constanciensis. Herausgegeben mit Heinrich Finke, Regensbergsche Buchhandlung, Münster i. W. 1923, 1926, 1928.
- Die Union mit den Ostkirchen. Bericht über die Wiener Unionstagung Pfingsten 1926. Im Auftrag der Leogesellschaft, U. Moser, Graz 1928.